# Liste der Kulturdenkmäler in Dreisen
In der Liste der Kulturdenkmäler in Dreisen sind alle Kulturdenkmäler der rheinland-pfälzischen Ortsgemeinde Dreisen aufgeführt. Grundlage ist die Denkmalliste des Landes Rheinland-Pfalz (Stand: 27. November 2018).

## Denkmalzonen
| Bezeichnung          | Lage                                                                              | Baujahr         | Beschreibung | Bild            |
| -------------------- | --------------------------------------------------------------------------------- | --------------- | --- | --------------- |
| Denkmalzone Ortskern | Grafschaftstraße 12–16, Kaiserstraße 39, Rathausstraße 5–7, Schulstraße 8–17 Lage | 18. Jahrhundert | geschlossene, einheitliche Baustruktur, im Wesentlichen aus dem 18. Jahrhundert, mit ein- und zweigeschossigen Fachwerkhäusern, Toranlagen, Kirche und Rathaus | Fotos hochladen |

## Einzeldenkmäler
| Bezeichnung            | Lage                                            | Baujahr                             | Beschreibung | Bild                           |
| ---------------------- | ----------------------------------------------- | ----------------------------------- | --- | ------------------------------ |
| Brücke                 | Bahnhofstraße Lage                              | zweite Hälfte des 19. Jahrhunderts  | Brücke über die Pfrimm; zweibogige Sandsteinquaderkonstruktion, zweite Hälfte des 19. Jahrhunderts | Fotos hochladen                |
| Wohnhaus               | Bahnhofstraße 2 Lage                            | 17. Jahrhundert                     | barockes Wohnhaus mit reichem Fachwerk, wohl aus dem 17. Jahrhundert | Fotos hochladen                |
| Wohnhaus               | Grafschaftsstraße 12 Lage                       | 1711                                | stattliches spätbarockes Wohnhaus, teilweise Fachwerk, bezeichnet 1711, Erweiterung wohl in der ersten Hälfte des 18. Jahrhunderts; ehemaliges Backhaus, 19. Jahrhundert, Toranlage bezeichnet 1844; straßenbildprägend                                           | Fotos hochladen                |
| Hofanlage              | Grafschaftsstraße 14 Lage                       | erstes Viertel des 18. Jahrhunderts | Hakenhof; Wohnhaus, teilweise Fachwerk, wohl aus dem ersten Viertel des 18. Jahrhunderts, Fachwerkscheune 18. Jahrhundert, Toranlage bezeichnet 1722 | Fotos hochladen                |
| Grabmäler              | Kaiserstraße, am nordöstlichen Ortsausgang Lage | 1890 bis 1930                       | auf dem 1870 angelegten, zuletzt 1941 erweiterten Friedhof: teilweise originale Ummauerung; Grabmal H. J. Keller († 1895): Sandsteinstele, signiert Schuler, Kirchheimbolanden; 13 zeittypische Grabmäler von 1890 bis 1930                                       | weitere Bilder Fotos hochladen |
| Protestantische Kirche | Kaiserstraße 39 Lage                            | 18. Jahrhundert                     | schlichter spätbarocker Saalbau, 18. Jahrhundert, unter Einschluss mittelalterlicher Bauteile, frühklassizistischer Turm, bezeichnet 1781, Architekt wohl Johann Georg Christian Hess, Kirchheimbolanden; ortsbildprägend                                         | weitere Bilder Fotos hochladen |
| Grabsteine             | Kaiserstraße, bei Nr. 39 auf dem Kirchhof Lage  | 18. und 19. Jahrhundert             | 23 Grabsteine, 18. und 19. Jahrhundert | weitere Bilder Fotos hochladen |
| Kriegerdenkmal         | Kaiserstraße, bei Nr. 39 auf dem Kirchhof Lage  | 1921                                | neuklassizistisches Kriegerdenkmal 1914/18 von 1921, nach 1945 erweitert | Fotos hochladen                |
| Wohnhaus               | Mittelstraße 4 Lage                             | 18. Jahrhundert                     | Eckwohnhaus, teilweise Fachwerk (teilweise verputzt), im Kern wohl aus dem 18. Jahrhundert, Torfahrt bezeichnet 1840, Haustür bezeichnet 1849 | Fotos hochladen                |
| Wohnhaus               | Mühlstraße 1/2 Lage                             | 1717                                | barockes Doppelwohnhaus mit Zierfachwerk, Nr. 1 bezeichnet 1717; straßenbildprägend | Fotos hochladen                |
| Wohnhaus               | Mühlstraße 8/9 Lage                             | späteres 17. Jahrhundert            | bescheidenes Doppelwohnhaus, teilweise Fachwerk (verputzt), späteres 17. Jahrhundert, Nr. 9 bezeichnet 1729 | Fotos hochladen                |
| Hofanlage              | Mühlstraße 14 Lage                              | frühes 18. Jahrhundert              | Dreiseithof; Wohnhaus, teilweise Fachwerk, frühes 18. Jahrhundert, Scheune, Stall bezeichnet 1887, Nebengebäude 19. Jahrhundert | Fotos hochladen                |
| Wohnhaus               | Rathausstraße 6 Lage                            | frühes 18. Jahrhundert              | barockes Wohnhaus, teilweise Fachwerk, frühes 18. Jahrhundert, bezeichnet 1780, Ummauerung bezeichnet 1789 | weitere Bilder Fotos hochladen |
| Rathaus                | Rathausstraße 7 Lage                            | 1710                                | Krüppelwalmdachbau, zwei Fachwerkgeschosse auf massivem Sockelgeschoss, 1710–25 (bezeichnet 1711 und 1899) | weitere Bilder Fotos hochladen |
| Kindergarten           | Schulstraße 2 Lage                              | 1866                                | ehemaliges Schulhaus; spätklassizistischer Putzbau mit Kniestock, 1866, Architekt wohl Jacob Hoerner, Kirchheimbolanden; straßenbildprägend | Fotos hochladen                |
| Wohnhaus               | Schulstraße 8 Lage                              | um 1770                             | spätbarockes Wohnhaus, eingeschossiger Mansarddachbau mit Fachwerkgiebeln, um 1770 | weitere Bilder Fotos hochladen |
| Brücke                 | Münsterhof Lage                                 | 1770                                | Pfrimmbrücke, korbbogige Rotsandsteinquaderkonstruktion, bezeichnet 1770 | Fotos hochladen                |
| Schloßmühle            | Münsterhof, Nr. 1 Lage                          |                                     | barocker Mansardwalmdachbau, teilweise Fachwerk | Fotos hochladen                |
| Münsterhof             | Münsterhof, Nr. 2–5 Lage                        | 18. Jahrhundert                     | weitläufige Hofanlage, in den Wohntrakten des 18. Jahrhunderts eventuell mittelalterliche Substanz, Nr. 5 wohl aus der ersten Hälfte des 18. Jahrhunderts, Nr. 2–4 spätbarocker vierzehnachsiger Nordflügel, nach 1764; Stallgebäude wohl aus dem 19. Jahrhundert | weitere Bilder Fotos hochladen |